# Éric Berthou
Pour les articles homonymes, voir Berthou.
Éric Berthou est un coureur cycliste français, né le 23 janvier 1980 à Brest. Passé professionnel en 2003 dans l'équipe Barloworld, il évolue ensuite dans les équipes RAGT Semences, Caisse d'Épargne, Crédit agricole, Carmiooro-A-Style puis Carmiooro-NGC. Il est membre de l'équipe Bretagne-Schuller pendant deux années (2011-2012). Il arrive dans l'équipe Raleigh en 2013 dans laquelle il devient directeur sportif à partir de 2014. Il a remporté une étape de Paris-Corrèze en 2004, des Boucles de la Mayenne en 2011, du Tour de Bretagne en 2012, et gagné le Val d'Ille U Classic 35 en 2012.

## Biographie

### Débuts cyclistes et Carrière amateur
Éric Berthou commence le cyclisme dans l'équipe BIC 2000 avec laquelle il remporte la Pen Ar Bed (course juniors à Plouzané) en 1998 et une étape du Circuit des Trois Provinces en 2001. Il signe dans l'équipe Jean-Floc'h en 2002 avec laquelle il remporte la Ronde du Pays basque et une étape du Kreiz Breizh. La même année il termine troisième du championnat de France sur route espoirs, puis dixième du championnat du monde sur route espoirs.

### Carrière professionnelle

#### Débuts pros chezBarloworld(2003) etRAGT Semences(2004-2005)
Il devient professionnel en 2003 dans l'équipe sud-africaine Barloworld, qui se monte et évolue alors en troisième division (GSIII). Sa décision de sauter le pas du professionnalisme à l'étranger a été motivée par la présence de Michel Gros, un ancien de Jean Delatour, qui était directeur sportif chez Barloword. La même année, il remporte la Route du Pays basque, se classe quatrième du Tour d'Égypte et dixième du Circuit des mines. Il revient en France en 2004 pour deux saisons en signant dans l'équipe RAGT Semences, qui est en première division (GSI) en 2004 et devient une équipe continentale professionnelle en 2005. Il remporte une étape de Paris-Corrèze et termine quinzième du Tour de Vendée en 2004. Il se signale l'année suivante dans des courses à étapes en terminant sixième du Tour de l'Avenir et quatorzième du Circuit de la Sarthe, il termine également à la 28e place du championnat de France.

#### Découverte du ProTour chezCaisse d'Épargne(2006-2007) etCrédit Agricole(2008)
Grâce à ses résultats, il se fait recruter par l'équipe espagnole Caisse d'Épargne faisant partie du circuit ProTour, où il joue le rôle d'équipier pour Alejandro Valverde et Óscar Pereiro. Il participe à de nombreuses courses prestigieuses telles le Tour d'Andalousie dans lequel il se classe 38e, Tirreno-Adriatico, Milan-San Remo le Tour des Flandres, Gand-Wevelgem, Paris-Roubaix, ainsi que le Tour d'Italie 2007 qu'il termine 89e. Il finit dix-neuvième de Paris-Camembert la même année. Pour participer au Tour de France, il revient de nouveau en France dans l'équipe Crédit agricole, appartenant également au circuit ProTour, mais il est le dernier coureur non-sélectionné de l'équipe pour la « Grande Boucle » en 2008. Il se classe néanmoins 25e du Tour de Suisse la même année.

#### Retour au niveau continental chezCarmioOro(2009-2010)
Il court ensuite pendant deux ans dans l'équipe italienne CarmioOro, équipe continentale en 2009 puis continentale professionnelle en 2010. La première année est difficile par manque d'organisation de l'équipe mais il se classe deuxième du G.P. Souvenir Jean Floc'h, seizième de la Classic Loire Atlantique et 21e de Grand Prix de Lugano en 2009. L'année suivante, il réalise quelques résultats en se classant onzième du Tour du Finistère et du prologue du Tour du Portugal, quatorzième des Boucles du Sud Ardèche et il réalise le septième temps du contre-la-montre des Trois Jours de La Panne.

#### Retour en Bretagne chezBretagne-Schuller(2011-2012)
En 2011, il est de retour dans sa région natale et fait partie de l'équipe continentale professionnelle Bretagne-Schuller avec laquelle il retrouve la victoire. Il remporte une étape des Boucles de la Mayenne en 2011, course qu'il termine à la huitième place au classement général. Il se classe également à la 19e du Tour de Bretagne et à la 21e place du championnat de France. La même année dans Paris-Nice, il termine 47e du classement général et quatrième du classement de la montagne. Le début de saison 2012 lui réussit, après avoir terminé onzième du Tour du Finistère, il est le principal animateur du Tro Bro Leon où il s'échappe en solitaire pendant les 20 derniers kilomètres avant d'être repris dans le dernier tour à cause d'une fringale et de terminer douzième. Il remporte ensuite le Val d'Ille U Classic 35, le classement par points et une étape du Tour de Bretagne. Il se classe second de cette course, après avoir porté le maillot de leader pendant 4 jours et terminant dans la même seconde que le vainqueur Reinardt Janse van Rensburg, n'étant départagé qu'au cumul des meilleures places.

#### Nouveau départ à l'étranger chezRaleigh(2013)
Éric Berthou n'est pas prolongé chez Bretagne-Schuller fin 2012. Il signe dans l'équipe britannique de troisième division Raleigh en 2013. Il se classe dixième du Grand Prix de Lillers. Lors de la troisième étape du Tour de Normandie, il s'échappe dans le circuit final avec son coéquipier Alexandre Blain et termine second à l'arrivée. En Grande-Bretagne, il finit à la troisième place de l'East Midlands International Cicle Classic et septième du Grand Prix de Lincoln. Après avoir failli remporter le Tour de Bretagne en 2012, il se classe quinzième en 2013. En fin de saison, Éric Berthou arrête sa carrière professionnelle.

### Reconversion professionnelle
Berthou intègre l'encadrement technique de Raleigh en 2014. Il est six mois assistant manager de l'équipe continentale anglaise avant de la quitter et de créer un magasin de cycles à Brest en devenant le premier et unique distributeur de la marque Raleigh en France depuis 25 ans.

## Palmarès

### Chez les amateurs
- 1996

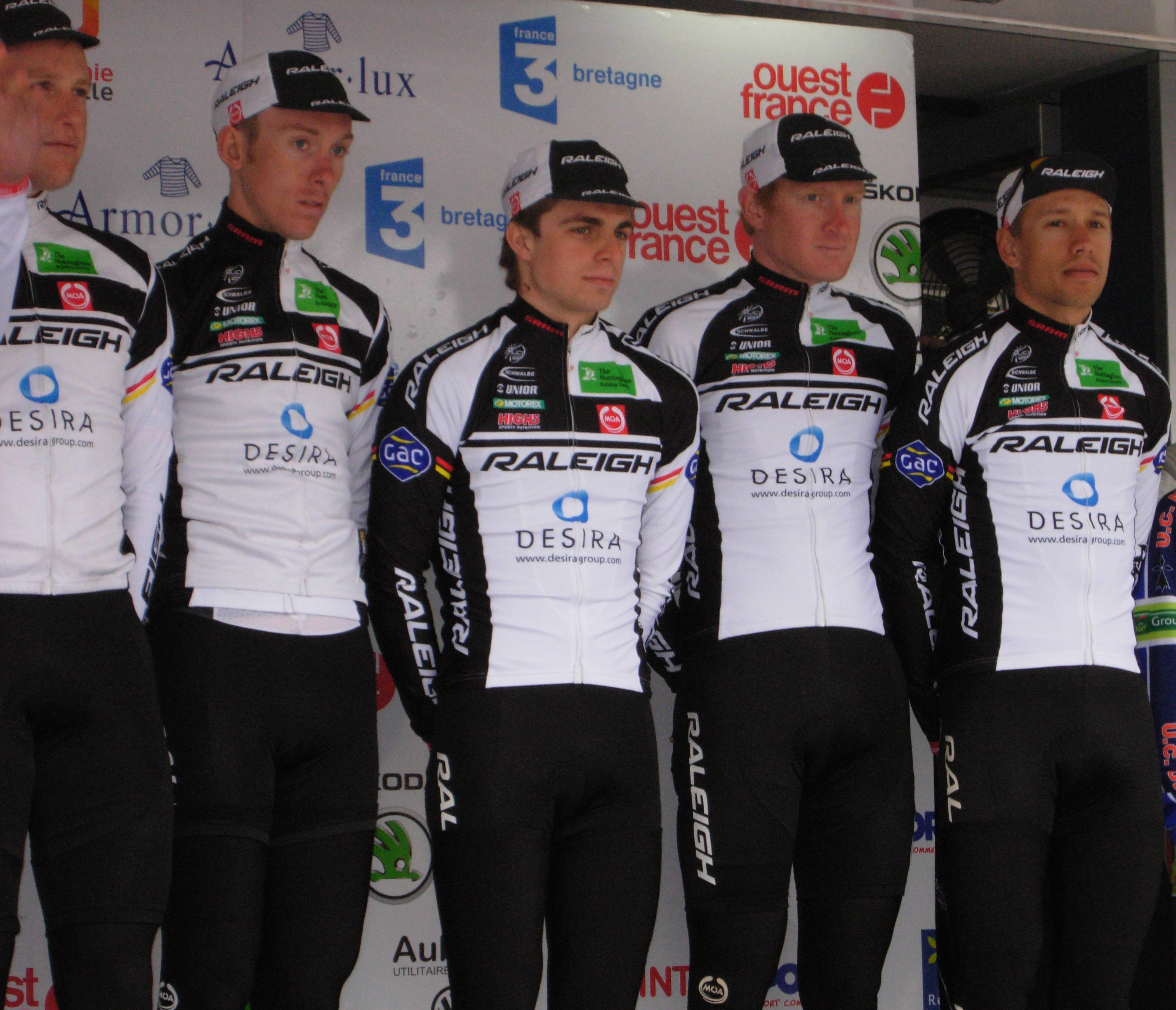
Tour de Bretagne 2013 - Présentation des équipes au départ de la deuxième étape à Ploemel - Équipe Raleigh : Sam Witmitz, Russell Hampton, Thomas Moses, Éric Berthou et Richard Lang

  - 3e du championnat de France sur route cadets
- 1997
  - 3e de la Flèche Plédranaise
- 1998
  - La Pen ar Bed (Plouzané)
  - 3e de la Flèche Plédranaise
  - 3e de la Ronde des vallées
- 1999
  - 2e du Trophée Yvan Basset (La Prénessaye)
- 2000
  - 3e du Prix de Lanriec
- 2001
  - Ronde finistérienne :
    - Classement final
    - Trophée Bertrand Côme (course en ligne et en contre la montre)

  - Boucle varzecoise
  - 3e étape du Circuit des Trois Provinces
  - 2e du Souvenir Yves Podeur
  - 3e du Grand Prix de Blangy-sur-Bresle
  - 3e du Grand Prix de Fougères
- 2002
  - Ronde du Pays basque
  - 4e étape du Kreiz Breizh
  - Prix de la Saint-Laurent Espoirs
  - 3e d'Orvault-Saint Nazaire-Orvault
  - 3e du championnat de France sur route espoirs
  - 10e du championnat du monde sur route espoirs

### Chez les professionnels
- 2003
  - Route du Pays basque
- 2004
  - 3e étape de Paris-Corrèze
- 2009

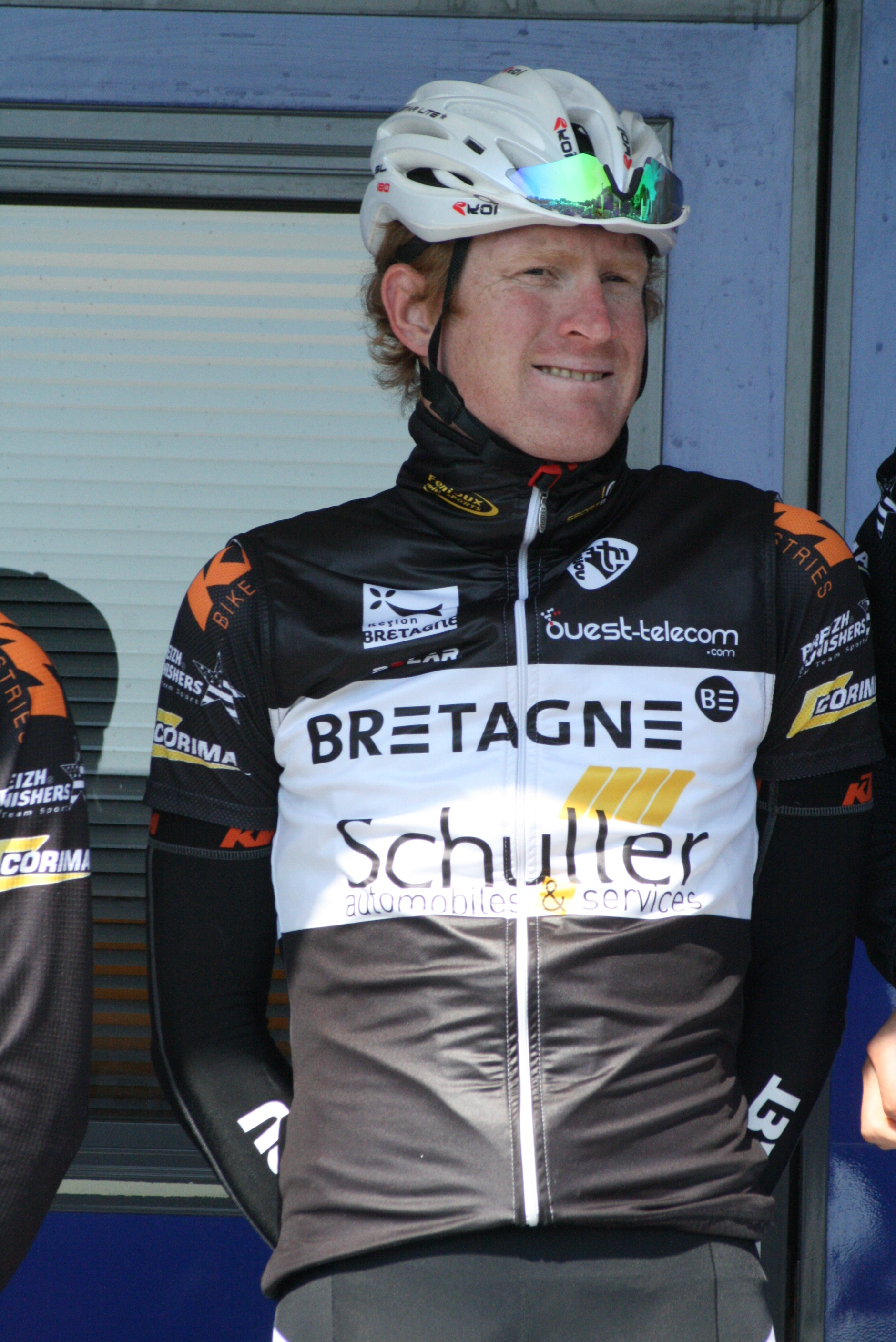
Eric Berthou en mai 2011 aux Quatre Jours de Dunkerque 2011

  - 2e du G.P. Souvenir Jean Floc'h
- 2011
  - 1re étape des Boucles de la Mayenne
  - Prologue du Tour Alsace (contre-la-montre par équipes)
- 2012
  - Val d'Ille U Classic 35
  - 2e étape du Tour de Bretagne
  - 2e du Tour de Bretagne
- 2013
  - 3e de l'East Midlands International Cicle Classic

## Résultat sur le Tour d'Italie
1 participation 
- 2007 : 89e

## Classements mondiaux
| Année           | 2005 | 2006 | 2007 | 2008 | 2009 | 2010 | 2011 | 2012 | 2013 |
| --------------- | ---- | ---- | ---- | ---- | ---- | ---- | ---- | ---- | ---- |
| UCI Europe Tour | 616e |      |      |      | nc   | 854e | 746e | 126e | 550e |